# Бабанов, Александр Анатольевич
Алекса́ндр Анато́льевич Баба́нов (9 мая 1958, Воронеж) — советский и российский футболист, тренер.

## Биография
В детстве жил у родственников в Тольятти, где и начал заниматься футболом. В 1977 году начал играть за тольяттинское «Торпедо». В 18 лет Бабанова призвали в армию, службу проходил в Пензе, где располагался тогда СКА.
В 1980 году в возрасте 22 лет начал выступать за куйбышевские «Крылья Советов». К тому моменту «Крылья» вылетели во вторую лигу, в межсезонье из команды выгнали 9 игроков и главного тренера за «незаконные доплаты». С новым тренером Бабанов не поладил и после первого круга переходит обратно в «Торпедо».
В следующем сезоне «Крылья» возглавил Геннадий Сарычев, и Бабанов возвращается обратно.
В 1987 году играл в Тольятти. В 1989 году играл у Сарычева в калининградской «Балтике» и кемеровском «Кузбассе», потом вместе с тренером Сарычевым в кисловодском «Асмарале».
Карьеру завершил в 1993 году в Тольятти играющим тренером.
В 2006 году стал исполнять обязанности главного тренера «Лады».

## Клубная статистика
| Выступление          | Выступление      | Выступление      | Лига | Лига | Кубок | Кубок | РСФСР | РСФСР | МТМ  | МТМ  | Итого | Итого |
| Клуб                 | Лига             | Сезон            | Игры | Голы | Игры  | Голы  | Игры  | Голы  | Игры | Голы | Игры  | Голы  |
| -------------------- | ---------------- | ---------------- | ---- | ---- | ----- | ----- | ----- | ----- | ---- | ---- | ----- | ----- |
| Лада-Тольятти        | D3               | 1977             | 25   | 2    | —     | —     | 2     | 0     | —    | —    | 27    | 2     |
| Лада-Тольятти        | D3               | 1978             | 11   | 1    | —     | —     | —     | —     | —    | —    | 11    | 1     |
| Лада-Тольятти        | D3               | 1982             | 32   | 8    | —     | —     | —     | —     | 2    | 4    | 34    | 12    |
| Лада-Тольятти        | D3               | 1988             | 29   | 6    | —     | —     | 3     | 0     | —    | —    | 32    | 6     |
| Лада-Тольятти        | D3               | 1990             | 31   | 6    | —     | —     | —     | —     | —    | —    | 31    | 6     |
| Лада-Тольятти        | D3               | 1991             | 6    | 4    | —     | —     | —     | —     | —    | —    | 6     | 4     |
| Лада-Тольятти        | D2               | 1992             | 16   | 6    | 2     | 2     | —     | —     | 1    | 1    | 19    | 9     |
| Лада-Тольятти        | D2               | 1993             | 13   | 3    | —     | —     | —     | —     | —    | —    | 13    | 3     |
| Лада-Тольятти        | Итого            | Итого            | 163  | 36   | 2     | 2     | 5     | 0     | 3    | 5    | 173   | 43    |
| Крылья Советов       | D2               | 1980             | 30   | 0    | —     | —     | —     | —     | —    | —    | 30    | 0     |
| Крылья Советов       | D3               | 1981             | 11   | 2    | —     | —     | 1     | 0     | —    | —    | 12    | 2     |
| Крылья Советов       | D3               | 1983             | 31   | 8    | —     | —     | 3     | 1     | 3    | 1    | 37    | 10    |
| Крылья Советов       | D3               | 1984             | 35   | 6    | —     | —     | 4     | 0     | 4    | 2    | 43    | 8     |
| Крылья Советов       | D3               | 1985             | 44   | 5    | —     | —     | —     | —     | —    | —    | 44    | 5     |
| Крылья Советов       | D3               | 1986             | 35   | 16   | —     | —     | 8     | 3     | 1    | 1    | 44    | 20    |
| Крылья Советов       | D2               | 1987             | 22   | 3    | —     | —     | —     | —     | 4    | 1    | 26    | 4     |
| Крылья Советов       | Итого            | Итого            | 208  | 40   | —     | —     | 16    | 4     | 12   | 5    | 236   | 49    |
| Балтика              | D3               | 1989             | 39   | 7    | —     | —     | 2     | 1     | 10   | 3    | 51    | 11    |
| Балтика              | Итого            | Итого            | 39   | 7    | —     | —     | 2     | 1     | 10   | 3    | 51    | 11    |
| Асмарал (Кисловодск) | D3               | 1991             | 30   | 6    | —     | —     | —     | —     | —    | —    | 30    | 6     |
| Асмарал (Кисловодск) | Итого            | Итого            | 30   | 6    | —     | —     | —     | —     | —    | —    | 30    | 6     |
| Всего за карьеру     | Всего за карьеру | Всего за карьеру | 440  | 89   | 2     | 2     | 23    | 5     | 25   | 13   | 490   | 109   |